# Norveška struja
Norveška struja, poznata i pod imenom Norveška obalna struja, je morska struja koja teče iz Sjevernog mora u Norveško i Barentsovo more. Ova struja je zadnji dio Golfskom strujom pokrenutog, a Sjevernoatlantskom strujom nastavljenog kretanja vodenih masa. Norveška struja donosi relativno toplu i slaniju vodu u područje Arktika.
Struja počinje u Skagerraku, a čine ju vode Baltičkog i Sjevernog mora koje u Skagerrak dolaze Jütlandskom strujom. Dok Norveška struja večim dijelom teče kroz Norveški jarak i preko norveške pličine (šelf) duž norveške obale prema sjeveru, pripajaju joj se slatka voda iz norveških rijeka i topla, slanija voda Sjevernog mora koju donosi Sjevernoatlantska struja. Sa zapadne strane, uz Norvešku struju prolazi u suprotnom smjeru strujanje sjevernoatlantskih vodenih masa prema Sjevernom moru. Zbog toga nastaju vrtlozi značajno snažniji od vrtloga većine obalnih struja.
Struja teče uglavnom na dubini od 50 do 100 metara. Brzina strujanja se značajno mijenja, i kreće se, prema mjerenjima, brzinom od 5 centimetara u sekundi pa sve do 1 metar u sekundi. Oceanografi procjenjuju, da se ukupna brzina struje kreće između 0,3 do 0,5 m/s.
Voda ove struje je u usporedbi s vodom Sjevernog mora hladna i manje slana, dok je u usporedbi s vodama Arktika topla i slanija. Zimi je temperatura struje između 2° i 5°C, a salinitet joj je ispod 34,8 promila. Vode Atlantika u Sjevernom moru su toplije od 6°C, a salinitet im je viši od 35 promila.
U godinama kada je strujanje prema sjeveru snažnije, struja bitno smanjuje tvorbu leda u Barentsovom moru.

## Protustruja
Ova topla površinska struja ima hladnu protustruju u dubinama Atlantika. Ovaj sustav, neka vrsta "toplinske pumpe" za područje sjeverne Europe, neki oceanografi smatraju vrlo krhkim jer ovisi o klimatskim uvjetima Golfske struje i unosa soli, pa time i različitoj slanosti vode. Promjene u ovom sustavu, ako bi se sustav slomio, prvo bi bile vidljive na Norveškoj struji. Oceanografi pokušavaju čitav ovaj sustav pobliže proučiti koristeći se simulacijama uz pomoć računalne tehnologije, no rezultati do sada nisu jednoznačni. Jedino je jasno, da bi u slučaju sloma ove "toplinske pumpe" klima u čitavoj Europi postala značajno hladnija.

## Poveznice
- Joanna Gyory, Arthur J. Mariano, Edward H. Ryan: The Norwegian & North Cape Currents. Ocean Surface Currents.  Arhivirana inačica izvorne stranice od 1. siječnja 2018. (Wayback Machine)
- Ilustracije Norveške struje[neaktivna poveznica], Jack Cook pri "Woods Hole Oceanographic Institution"
- Shematski prikaz važnijih morskih struja